# Mayahuel

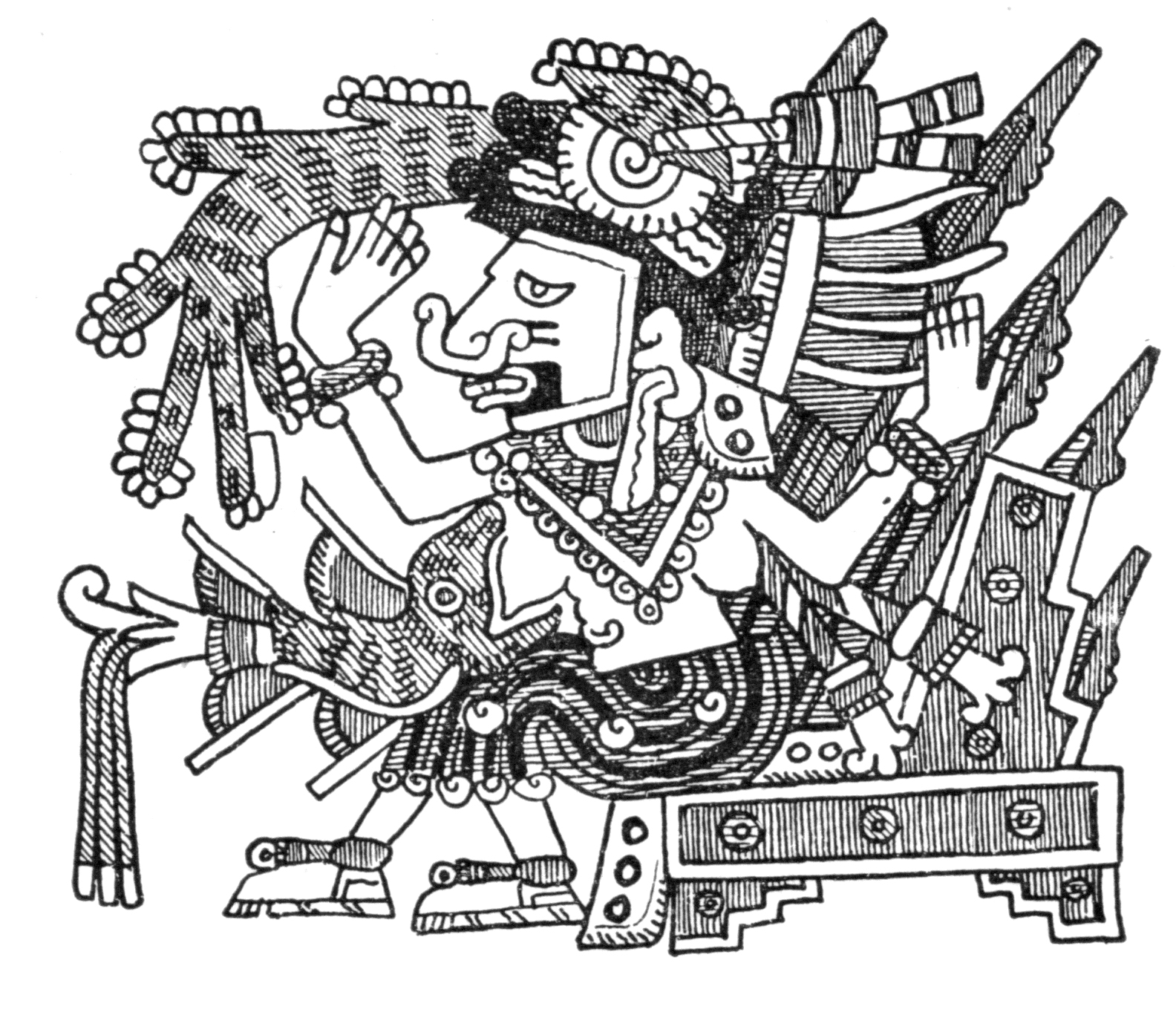
Mayahuel

Mayahuel (v překladu agave) je bohyně z centrálního Mexika a zejména z aztéckých kultur. Je ztělesněním pulque, alkoholického nápoje z kvašené agave. Mayahuel byla také součástí komplexu vzájemně propojené matky a bohyně plodnosti aztécké mytologie a je také spojena s koncepty plodnosti a výživou.